# 寡毛菊属
寡毛菊属（学名：Oligochaeta）是菊科下的一个属，为一年生草本植物。该属共有约3种，分布于中亚。